# Bisbille
Pour plus de détails, voir Fiche technique et Distribution.

Bisbille est un court métrage français réalisé par Roch Stéphanik, sorti en 1988.

## Synopsis
Un collectionneur de billes bleues est fascine par les yeux du même bleu d'une jeune femme rencontree un soir dans une piscine vide.

## Fiche technique
- Titre : Bisbille
- Réalisation : Roch Stéphanik
- Scénario : Rémi Daguerre et Michel J. Duthin
- Production : Area
- Régie : Jean-Francois Bobulesco
- Musique : Patrick Aumigny
- Photographie : Michel Cénet
- Montage : Yves Sarda
- Décors : Michel Modaï
- Costumes : Kinou
- Pays d'origine : France
- Format : Couleurs - 1,85:1 - Dolby Digital - 35 mm
- Genre : court métrage
- Durée : 8 minutes
- Date de sortie : 1988

## Distribution
- Valeria Bruni Tedeschi
- Roch Leibovici

## Distinctions
Sélectionné dans une vingtaine de festivals (Londres, Berlin, Montréal, Clermont-Ferrand, Avoriaz, Tokyo, Sao Paulo…), "Bisbille" est récompensé par le Grand Prix du court-métrage au festival de Cannes (section Perspectives du Cinéma français 1988), le Grand Prix au festival international de Montecatini (Italie), le Prix Georges de Beauregard 1988.